# Кипр на «Евровидении-2007»
Выступление Кипра на конкурсе песни Евровидение 2007, которое прошло в столице Финляндии в городе Хельсинки, стало 25-м конкурсом на Евровидении для этой страны. Страну представляла Эвридики с песней Comme Ci, Comme Ça (Как это, как то).

## Национальный отбор
Песня и исполнительница выбраны внутренним закрытым отбором.

## Голосование
В полу-финале Кипру 12 баллов дала  Греция.
| Голоса киприотских телезрителей | Голоса киприотских телезрителей |
| ------------------------------- | ------------------------------- |
| Оценка                          | Страна                          |
| 12                              | Греция                          |
| 10                              | Болгария                        |
| 8                               | Армения                         |
| 7                               | Россия                          |
| 6                               | Белоруссия                      |
| 5                               | Румыния                         |
| 4                               | Украина                         |
| 3                               | Сербия                          |
| 2                               | Молдавия                        |
| 1                               | Грузия                          |